# Thefakesoundofprogress
Thefakesoundofprogress (в переводе с англ. — «Ложный звук прогресса») — дебютный студийный альбом валлийской рок-группы Lostprophets. Он был записан в течение одной недели и первоначально был выпущен в Великобритании на лейбле Visible Noise Records 27 ноября 2000 года. Когда в 2001 году группа подписала контракт с Columbia Records, альбом был частично перезаписан и затем переиздан в Великобритании 8 октября, в США — 4 декабря 2001 года. Главным изменением было то, что интерлюдии между песнями перестали считаться отдельными треками и превратились в концовки предыдущих песен, вследствие чего уменьшилось число композиций на альбоме. Это стало разочарованием для поклонников раннего релиза. Кроме того, заглавный трек после перезаписи стал существенно быстрее.

## Запись
Большая часть альбома состоит из перезаписанных старых демо. Некоторые песни из мини-альбома The Fake Sound of Progress были после перезаписи переименованы. Так, песня «MOAC Supreme» стала называться «A Thousand Apologies», а «Stopquote» сменила название на «Awkward». Так как альбом был запланирован как очередная демозапись, коллектив не предполагал, что Thefakesoundofprogress будет отражать их истинные способности и стремления в музыке. Поэтому участники считают первым своим серьёзным релизом их второй альбом Start Something.

## Позиции в чартах
Альбом привлёк к себе внимание лишь после переиздания в 2001 году. К концу апреля 2002 года Thefakesoundofprogress занимал 186 место в чарте Billboard 200, 13 место — в Heatseekers, 9 место — в Heatseekers West North Central и 8 место — в Heatseekers Mountain в США. Было выпущено два сингла. Дебютным стал «Shinobi vs. Dragon Ninja», который достиг 33 места в Modern Rock Tracks. Следующим стал «The Fake Sound of Progress», завоевавший 21 место в британском чарте синглов.
1 марта 2002 года альбом стал «серебряным» по версии BPI, а 26 апреля того же года — «золотым».

## Отзывы
Реакция на альбом была смешанной. Портал Allmusic дал альбому две звезды из пяти, отметив лишь хорошую продюсерскую работу. В то же время Drowned in Sound дал альбому положительную оценку, особо выделив открывающий трек «Shinobi vs. Dragon Ninja» и отличный вокал Иана Уоткинса.

## После релиза
В 2001 году группа работала с известным продюсером Майклом Барбиеро над обновлением альбома, и эта версия была выпущена в 2001 году. Она посвящена Стиву Куксону, поклоннику группы, погибшему в автокатастрофе по пути на выступление.
После релиза Lostprophets начали тур по Великобритании и Америке. Они играли вместе с такими известными группами, как Linkin Park и Deftones. Также они приняли участие в успешном туре Nu-Titans с группой Defenestration и другими известными британскими металлическими группами. Lostprophets принимали участие также на Ozzfest, в фестивалях в Гластонбери, Рединге и Лидсе.

## Список композиций
В скобках — длительность на переиздании
Слова и музыка всех песен — Lostprophets.
| №   | Название                      | Длительность |
| --- | ----------------------------- | ------------ |
| 1.  | «Obscure Intro»               | 0:25 ( — )   |
| 2.  | «Shinobi vs. Dragon Ninja»    | 2:47 (2:47)  |
| 3.  | «The Fake Sound of Progress»  | 6:19 (5:32)  |
| 4.  | «Interlude»                   | 0:47 ( — )   |
| 5.  | «Five Is a Four Letter Word»  | 4:26 (4:25)  |
| 6.  | «...And She Told Me to Leave» | 5:05 (5:55)  |
| 7.  | «Interlude»                   | 0:59 ( — )   |
| 8.  | «Kobrakai»                    | 5:34 (5:33)  |
| 9.  | «The Handsome Life of Swing»  | 2:40 (3:49)  |
| 10. | «Interlude»                   | 1:13 ( — )   |
| 11. | «A Thousand Apologies»        | 4:05 (4:06)  |
| 12. | «Still Laughing»              | 4:13 (5:43)  |
| 13. | «Interlude»                   | 1:35 ( — )   |
| 14. | «For Sure»                    | 4:20 (4:20)  |
| 15. | «Awkward»                     | 4:25 (4:24)  |
| 16. | «Ode to Summer»               | 3:20 (3:15)  |